# Nababo de Bengala

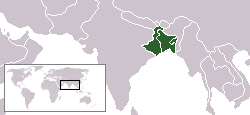
Localização da Bengala moderna (Bangladesh e Bengala Ocidental.)

Um Nababo de Bengala era um nazim ou subedar (governador provincial) hereditário da subah (província) de Bengala durante o Império Mogol, e os verdadeiros administradores da província.

## História
De 1717 até 1880, três dinastias Islâmicas sucessivas - Nasiri, Afshar e Najafi - reinaram Bengala:
A primeira dinastia, os Nasiri, reinou de 1717 a 1740. O fundador dos Nasiri, Murshid Quli Jafar Khan, nascido Brâmane e pobre foi vendido como escravo a Haji Shafi Isfahani, um comerciante persa de Isfahan que o converteu ao islã. Ele entrou a serviço do Imperador Aurangzeb e subiu de cargos até tornar-se Nazim de Bengala em 1717, um posto que ocupou até sua morte em 1727. Em seguida ele foi sucedido pelo seu neto e genro, até que seu neto foi morto em batalha e sucedido por Alivardi Khan da Dinastia de Afshar, em 1740.
A segunda dinastia, a de Afshar, reinou de 1740 a 1757. Foi sucedida pela terceira e última dinastia reinante em Bengala, a Najafi, quando Siraj Ud Daula, o último membro dos Afshar, foi morto na Batalha de Plassey em 1757.
A Dinastia de Najafi era sayyid e descendente do profeta Maomé através do Imame Haçane ibne Ali, e reinou de 1757 até 1880.

### Sob o governo Mogól
O subá de Bangala era uma das partes mais ricas do Império Mogól. Assim que esse império começou a declinar, os Nababos cresceram em poder. Embora subordinados ao imperador mogól, eles detinham grande poderes como direito próprio, e na prática reinaram o subá de forma independente.

### Sob o governo britânico
Após a derrota do Nababo Siraj ud-Daulah (o último reinante independente de Bengala) em Palashi para as forças britânicas de Sir Robert Clive, no ano de 1757, os Nababos tornaram-se governates fantoches dependendes dos britânicos. O Nababo que substituiu Siraj-ud-daula foi Mir Jafar. Ele foi pessoalmente levado ao trono por Clive após o triunfo dos britânicos na batalha. Ele tentou por pouco tempo retomar o seu poder através de uma união com os Holandeses, mas seus planos foram frustrados na Batalha de Chinsurah. Após o imperador mogól Shah Alam II conceder os governos de Bengala, Bihar e Orissa à Companhia Britânica das Índias Orientais em 1765, e o apontamento de Hastings como o primeiro Governador Geral de Bengala em 1771, os Nababos foram desprovidos de qualquer poder real. Finalmente em 1793, quando o nizamato (exercício governamental) foi-lhes retirado, eles passaram a permanecer como meros pensionistas da Companhia. Em 1880, Mansur Ali Khan, o último Nababo de Bengala foi forçado a abdicar de seu título. Seu filho, Nababo Sayyid Hassan Ali Mirza Khan Bahadur, que o sucedeu, recebeu da Companhia o título menor de Nababo de Murshidabad. Os descendentes de Hassan mantiveram o título até 1969, quando o último Nababo da dinastia morreu. Desde então o título tem estado em disputa.

## Os Nababos de Bengala (1717-1880)

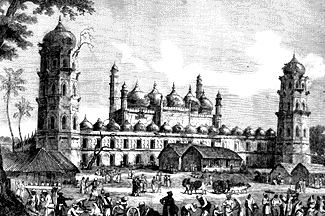
Murshidabad, a capital dos Nababos de Bengala no início do século XIX

| Dinatia Nasiri             | 1717 - 1740           |
| Murshid Quli Jafar Khan    | 1717 - 1727           |
| Shuja-ud-Din Muhammad Khan | 1727 - 1739           |
| Sarfaraz Khan              | 1739 - 1740           |
| Dinastia Afshar            | 1740 - 1757           |
| Alivardi Khan              | 1740 - 1756           |
| Siraj-ud-Daula             | 1756 - 1757           |
| Dinastia Najafi            | 1757 - 1880           |
| Mir Jafar Ali Khan         | 1757 - 1760           |
| Mir Qasim                  | 1760 - 1763           |
| Mir Jafar Ali Khan         | 1763 - 1765           |
| Najimuddin Ali Khan        | 1765 - 1766           |
| Najabut Ali Khan           | 1766 - 1770           |
| Ashraf Ali Khan            | 1770 - 1770           |
| Mubaraq Ali Khan           | 1770 - 1793           |
| Baber Ali Khan             | 1793 - 1810           |
| Zainul Abedin Ali Khan     | 1810 - 1821           |
| Ahmad Ali Khan             | 1821 - 1824           |
| Mubarak Ali Khan II        | 1824 - 1838           |
| Mansur Ali Khan            | 1838 - 1880 (abdicou) |

## Nababos de Murshidabad (Najafi) 1880-1969
| Nawab Sayyid Hassan Ali Mirza Khan Bahadur | 1880 - 1906 |
| Nawab Sayyid Wasif Ali Mirza Khan          | 1906 - 1959 |
| Nawab Sayyid Waris Ali Mirza Khan Bahadur  | 1959 - 1969 |